# Скорость звука
| 0 °C, 101325 Па | м/с   | км/ч    |
| --------------- | ----- | ------- |
| Азот            | 333   | 1202,4  |
| Аммиак          | 415   | 1494,0  |
| Ацетилен        | 327   | 1177,2  |
| Водород         | 1284  | 4622,4  |
| Воздух          | 331   | 1191,6  |
| Гелий           | 965   | 3474,0  |
| Кислород        | 316   | 1137,6  |
| Метан           | 430   | 1548,0  |
| Угарный газ     | 338   | 1216,8  |
| Неон            | 435   | 1566,0  |
| Углекислый газ  | 259   | 932,4   |
| Хлор            | 206   | 741,6   |
| Жидкости        |       |         |
| Вода            | 1403  | 5050,8  |
| Ртуть           | 1383  | 4978,0  |
| Твёрдые тела    |       |         |
| Бериллий        | 12600 | 45360,0 |
| Алмаз           | 12000 | 43200,0 |
| Железо          | 5950  | 21420,0 |
| Золото          | 3240  | 11664,0 |
| Литий           | 6000  | 21600,0 |
| Стекло          | 550   | 1980,0  |

Скорость звука — скорость распространения упругих волн в среде: как продольных (в газах, жидкостях или твёрдых телах), так и поперечных, сдвиговых (в твёрдых телах).
Определяется упругостью и плотностью среды: как правило, в газах скорость звука меньше, чем в жидкостях, а в жидкостях — меньше, чем в твёрдых телах. Также в газах скорость звука зависит от температуры данного вещества, в монокристаллах — от направления распространения волны.
Обычно не зависит от частоты волны и её амплитуды; в тех случаях, когда скорость звука зависит от частоты, говорят о дисперсии звука.

## История измерения скорости звука
Уже у античных авторов встречается указание на то, что звук обусловлен колебательным движением тела (Птолемей, Евклид). Аристотель отмечает, что скорость звука имеет конечную величину, и правильно представляет себе природу звука. Попытки экспериментального определения скорости звука относятся к первой половине XVII в. Ф. Бэкон в «Новом органоне» указал на возможность определения скорости звука путём сравнения промежутков времени между вспышкой света и звуком выстрела.
Применив этот метод, различные исследователи (М. Мерсенн, П. Гассенди, У. Дерхам, группа учёных Парижской академии наук — Д. Кассини, Ж. Пикар, Гюйгенс, Рёмер) определили значение скорости звука (в зависимости от условий экспериментов, 350—390 м/с).
Теоретически вопрос о скорости звука впервые рассмотрел И. Ньютон в своих «Началах»; он фактически предполагал изотермичность распространения звука, поэтому получил заниженную оценку.
Правильное теоретическое значение скорости звука было получено Лапласом.
В 2020 году физики  рассчитали максимально возможную скорость звука, которая составляет 36 км/с (этот показатель приблизительно втрое превышает скорость звука в алмазе (12 км/с), самом твёрдом известном материале в мире). Теория предсказывает наибольшую скорость звука в среде твёрдого атомарного металлического водорода, при давлении выше 1 млн атмосфер.

## Расчёт скорости звука в жидкости и газе
Скорость звука в однородной жидкости (или газе) вычисляется по формуле:
{\displaystyle c={\sqrt {\frac {1}{\beta \rho }}}.}
В частных производных:
{\displaystyle c={\sqrt {-v^{2}\left({\frac {\partial p}{\partial v}}\right)_{s}}}={\sqrt {-v^{2}{\frac {C_{p}}{C_{v}}}\left({\frac {\partial p}{\partial v}}\right)_{T}}},}
где {\displaystyle \beta } — адиабатическая сжимаемость среды;
{\displaystyle \rho } — плотность;
{\displaystyle C_{p}} — изобарная теплоёмкость;
{\displaystyle C_{v}} — изохорная теплоёмкость;
{\displaystyle p}, {\displaystyle v}, {\displaystyle T} — давление, удельный объём и температура;
{\displaystyle s} — энтропия среды.
Для идеальных газов эта формула выглядит так:
{\displaystyle c={\sqrt {\frac {\gamma kT}{m}}}={\sqrt {\frac {\gamma RT}{M}}}=\alpha {\sqrt {T}}={\sqrt {\frac {\gamma }{3}}}v},
где {\displaystyle \gamma } — показатель адиабаты: 5/3 для одноатомных газов, 7/5 для двухатомных (и для воздуха), 4/3 для многоатомных;
{\displaystyle k} — постоянная Больцмана;
{\displaystyle R} — универсальная газовая постоянная;
{\displaystyle T} — абсолютная температура;
{\displaystyle m} — молекулярная масса;
{\displaystyle M} — молярная масса;
{\displaystyle \alpha ={\sqrt {\frac {\gamma R}{M}}}};
{\displaystyle v} — средняя скорость теплового движения частиц газа.
По величине скорость звука в газах близка к средней скорости теплового движения молекул (см. Распределение Максвелла) и в приближении постоянства показателя адиабаты пропорциональна квадратному корню из абсолютной температуры.
Данные выражения являются приближёнными, поскольку основываются на уравнениях, описывающих поведение идеального газа. При больших давлениях и температурах необходимо вносить соответствующие поправки.
Для расчёта сжимаемости многокомпонентной смеси, состоящей из невзаимодействующих друг с другом жидкостей и/или газов, применяется уравнение Вуда. Это же уравнение применимо и для оценки скорости звука в нейтральных взвесях.
Для растворов и других сложных физико-химических систем (например, природный газ, нефть) эти упрощённые выражения могут давать очень большую погрешность.

### Влияние высоты на атмосферную акустику
В атмосфере Земли температура является главным фактором, влияющим на скорость звука. Для данного идеального газа с постоянной теплоемкостью и составом скорость звука зависит исключительно от температуры. В таком идеальном случае эффекты понижения плотности и понижения давления на высоте компенсируют друг друга, и на скорость звука влияет только температура.
Поскольку температура (и, следовательно, скорость звука) уменьшается с увеличением высоты до 11 км, звук преломляется вверх, удаляясь от слушателей на земле, создавая акустическую тень на некотором расстоянии от источника. Уменьшение скорости звука с высотой называется отрицательным градиентом скорости звука.
Однако выше 11 км в этой тенденции происходят изменения. В частности, в стратосфере на высоте более 20 км скорость звука увеличивается с высотой из-за повышения температуры в результате нагрева озонового слоя. Это дает положительный знак градиента скорости звука в этой области. Ещё одна область положительного градиента наблюдается на очень больших высотах, в слое называемом термосферой (лежащем выше 90 км).

## Твёрдые тела
Смотрите также: P-волна
Смотрите также: S-волна
В однородных твёрдых телах могут существовать два типа объёмных волн, отличающихся друг от друга поляризацией колебаний относительно направления распространения волны: продольная (P-волна) и поперечная (S-волна). Скорость распространения первой {\displaystyle (c_{P})} всегда выше, чем скорость второй {\displaystyle (c_{S})}:
{\displaystyle c_{P}={\sqrt {\frac {K+{\frac {4}{3}}G}{\rho }}}={\sqrt {\frac {E(1-\nu )}{(1+\nu )(1-2\nu )\rho }}},}
{\displaystyle c_{S}={\sqrt {\frac {G}{\rho }}}={\sqrt {\frac {E}{2(1+\nu )\rho }}},}
где {\displaystyle K} — модуль всестороннего сжатия, {\displaystyle G} — модуль сдвига, {\displaystyle E} — модуль Юнга, {\displaystyle \nu } — коэффициент Пуассона. Как и для случая с жидкой или газообразной средой, при расчётах должны использоваться адиабатические модули упругости.
В многофазных средах из-за явлений неупругого поглощения энергии скорость звука, вообще говоря, зависит от частоты колебаний (то есть наблюдается дисперсия скорости). Например, оценка скорости упругих волн в двухфазной пористой среде может быть выполнена с применением уравнений теории Био-Николаевского. При достаточно высоких частотах (выше частоты Био) в такой среде возникают не только продольные и поперечные волны, но также и продольная волна II-рода. При частоте колебаний ниже частоты Био, скорость упругих волн может быть приблизительно оценена с использованием гораздо более простых уравнений Гассмана.
При наличии границ раздела, упругая энергия может передаваться посредством поверхностных волн различных типов, скорость которых отличается от скорости продольных и поперечных волн. Энергия этих колебаний может во много раз превосходить энергию объёмных волн.

## Скорость звука в воде
В чистой воде скорость звука составляет около 1500 м/с (см. опыт Колладона — Штурма) и увеличивается с ростом температуры.
Важное прикладное значение имеет также скорость звука в солёной воде океанов. Скорость звука увеличивается с увеличением солёности и температуры. При увеличении давления скорость также возрастает, то есть, увеличивается с глубиной. Предложено несколько различных эмпирических формул для вычисления скорости распространения звука в воде в зависимости от температуры, солёности и давления (глубины).
Например, формула Вильсона 1960 года для нулевой глубины даёт следующее значение скорости звука:
{\displaystyle c=1449,2+4,623\ T-0,0546\ T^{2}+1,39(S-35),}
где {\displaystyle c} — скорость звука в метрах в секунду,
{\displaystyle T} — температура в градусах Цельсия,
{\displaystyle S} — солёность в промилле.
Иногда также пользуются упрощённой формулой Лероя:
{\displaystyle c=1492,9+3(T-10)-0,006(T-10)^{2}-0,04(T-18)^{2}\ +}
{\displaystyle +\ 1,2(S-35)-0,01(T-18)(S-35)+z/61,}
где {\displaystyle z} — глубина в метрах.
Эта формула обеспечивает точность около 0,1 м/с для {\displaystyle T<+20} °C и при {\displaystyle z<800} м.
При температуре +24 °C, солёности 35 промилле и нулевой глубине скорость звука равна около 1532,3 м/c. При {\displaystyle T=+4} °C, глубине 100 м и той же солёности скорость звука равна 1468,5 м/с.
| Коэффициент            | Значение      | Коэффициент            | Значение      |
| ---------------------- | ------------- | ---------------------- | ------------- |
| {\displaystyle C_{00}} | 1402,388      | {\displaystyle A_{02}} | 7,166·10−5    |
| {\displaystyle C_{01}} | 5,03830       | {\displaystyle A_{03}} | 2,008·10−6    |
| {\displaystyle C_{02}} | -5,81090·10−2 | {\displaystyle A_{04}} | -3,21·10−8    |
| {\displaystyle C_{03}} | 3,3432·10−4   | {\displaystyle A_{10}} | 9,4742·10−5   |
| {\displaystyle C_{04}} | -1,47797·10−6 | {\displaystyle A_{11}} | -1,2583·10−5  |
| {\displaystyle C_{05}} | 3,1419·10−9   | {\displaystyle A_{12}} | -6,4928·10−8  |
| {\displaystyle C_{10}} | 0,153563      | {\displaystyle A_{13}} | 1,0515·10−8   |
| {\displaystyle C_{11}} | 6,8999·10−4   | {\displaystyle A_{14}} | -2,0142·10−10 |
| {\displaystyle C_{12}} | -8,1829·10−6  | {\displaystyle A_{20}} | -3,9064·10−7  |
| {\displaystyle C_{13}} | 1,3632·10−7   | {\displaystyle A_{21}} | 9,1061·10−9   |
| {\displaystyle C_{14}} | -6,1260·10−10 | {\displaystyle A_{22}} | -1,6009·10−10 |
| {\displaystyle C_{20}} | 3,1260·10−5   | {\displaystyle A_{23}} | 7,994·10−12   |
| {\displaystyle C_{21}} | -1,7111·10−6  | {\displaystyle A_{30}} | 1,100·10−10   |
| {\displaystyle C_{22}} | 2,5986·10−8   | {\displaystyle A_{31}} | 6,651·10−12   |
| {\displaystyle C_{23}} | -2,5353·10−10 | {\displaystyle A_{32}} | -3,391·10−13  |
| {\displaystyle C_{24}} | 1,0415·10−12  | {\displaystyle B_{00}} | -1,922·10−2   |
| {\displaystyle C_{30}} | -9,7729·10−9  | {\displaystyle B_{01}} | -4,42·10−5    |
| {\displaystyle C_{31}} | 3,8513·10−10  | {\displaystyle B_{10}} | 7,3637·10−5   |
| {\displaystyle C_{32}} | -2,3654·10−12 | {\displaystyle B_{11}} | 1,7950·10−7   |
| {\displaystyle A_{00}} | 1,389         | {\displaystyle D_{00}} | 1,727·10−3    |
| {\displaystyle A_{01}} | -1,262·10−2   | {\displaystyle D_{10}} | -7,9836·10−6  |

Международная стандартная формула, применяемая для определения скорости звука в морской воде известна как формула ЮНЕСКО и описана в работе. Она более сложная, чем простые формулы, приведённые выше, и вместо глубины в неё входит давление как параметр. Оригинальный алгоритм ЮНЕСКО для расчётов по формуле описан в работе N. P. Fofonoff и R. C. Millard.
В 1995 году коэффициенты, применяемые в данной формуле были уточнены после принятия международной температурной шкалы 1990 года. Конечная форма формулы ЮНЕСКО имеет следующий вид, входящие в формулу постоянные коэффициенты согласно приведены в таблице:
{\displaystyle c(S,T,P)=C_{w}(T,P)+A(T,P)S+B(T,P)S^{3/2}+D(T,P)S^{2},}
где {\displaystyle C_{w}(T,P)=C_{00}+C_{01}T+C_{02}T^{2}+C_{03}T^{3}+C_{04}T^{4}+C_{05}T^{5}\ +}
{\displaystyle +\ (C_{10}+C_{11}T+C_{12}T^{2}+C_{13}T^{3}+C_{14}T^{4})P\ +}
{\displaystyle +\ (C_{20}+C_{21}T+C_{22}T^{2}+C_{23}T^{3}+C_{24}T^{4})P^{2}\ +}
{\displaystyle +\ (C_{30}+C_{31}T+C_{32}T^{2})P^{3},}
{\displaystyle A(T,P)=A_{00}+A_{01}T+A_{02}T^{2}+A_{03}T^{3}+A_{04}T^{4}\ +}
{\displaystyle +\ (A_{10}+A_{11}T+A_{12}T^{2}+A_{13}T^{3}+A_{14}T^{4})P\ +}
{\displaystyle +\ (A_{20}+A_{21}T+A_{22}T^{2}+A_{23}T^{3})P^{2}\ +}
{\displaystyle +\ (A_{30}+A_{31}T+A_{32}T^{2})P^{3},}
{\displaystyle B(T,P)=B_{00}+B_{01}T+(B_{10}+B_{11}T)P,}
{\displaystyle D(T,P)=D_{00}+D_{10}P.}
Здесь {\displaystyle T} — температура в градусах Цельсия (в диапазоне от 0 °С до 40 °С),
{\displaystyle S} — солёность в промилле (в диапазоне от 0 до 40 промилле),
{\displaystyle P} — давление в барах (в диапазоне от 0 до 1000 бар).
В библиотеке приводится исходный код алгоритма ЮНЕСКО на языке C#.